# Octavi Egea i Climent
Octavi Egea i Climent (Barcelona, juny de 1946) és un dramaturg i adaptador teatral català. El 1964 es va dedicar al teatre afeccionat i des del 1970 s'inicià en la direcció. Des del 1986 s'ha dedicat a la literatura professional. És membre de l'AELC.
El 2002 va adaptar el guió cinematogràfic When Harry met Sally...  de Nora Ephron per a comèdia musical Cuando Harry encontró a Sally. El 2004, i amb direcció de Ricard Reguant, la versió de Cantando bajo la lluvia, i el 2006 Grease. Per a televisió ha escrit el guió del documental Jesulín de Ubrique, dirigit per Ignasi P. Ferré. També ha obtingut nombrosos premis teatrals, entre ells un dels Premis Octubre.
Viu a Premià de Mar des de fa alguns anys, tot i que la seva vinculació amb la vila data de principis dels 80. Artà, a Mallorca, és la seva segona llar.

## Obres

### Narrativa
- Gent que estimo  (1990)
- La rosa dels vents (1994)
- Nova York era la seva ciutat (1998)
- Lluny del bosc, (2000)

### Novel·la
- L'arxiu rosa (1991)
- Per un forat (1992)
- La senyoreta Freda Kesöc (1993)
- El diari d'Olivia Moore (1993)
- Quartet de cambra (amb Ramon Catafau, Maria del Carme Martínez) (1993)
- Spaghetti per a la Gioconda (1995)
- Jordi d'Urtx (1998)
- A les fosques (1999)
- Abaddon, l'àngel de l'abism (2001)
- Els fantasmes de Venècia (2005)

### Teatre
- Davant l'Empire (1998) Premi Ignasi Iglésias 1997.[2]
- Cadàver? (2002)
- Retalls (2002)
- J.R.S., de dotze anys (2003)
- Lost person area (2007) Premi Octubre de teatre
- Imagine (2009)
- Menors (2014) Premi Ciutat de Manacor
- Amami, Alfredo, amami (2014) Premi Ciutat de Sagunt de Teatre